# هيلين كريغتون
هيلين كريغتون هي فلكلورية وكاتِبة كندية، ولدت في 5 سبتمبر 1899 في دارتموث في كندا، وتوفيت في 12 ديسمبر 1989.

## وصلات خارجية
- هيلين كريغتون على موقع أول ميوزيك (الإنجليزية)